# Krater (posuda)
Krater (grč. Κρατήρ) je naziv za veću antičku posudu širokoga otvora, obično s dvije drške, izrađenu od metala (bronce) ili keramike, koja je služila za miješanje vina i vode.
Krateri su se upotrebljavali na gozbama i kao zavjetni dar, i stoga su u pravilu bili bogato ukrašeni.
Prvi primjerci kratera javljaju se kod Asiraca i Feničana.
Antički pisci spominju kratere od zlata i srebra, kao i velike bogato dekorirane vrtne i nadgrobne kratere.
Općenito se smatra da su, kao i brojne druge posude, krateri izvorno bili izrađivani od metala, uglavnom bronce, a da brojni keramički krateri predstavljaju samo jeftinije inačice tih metalnih originala.